# 尾佐竹猛

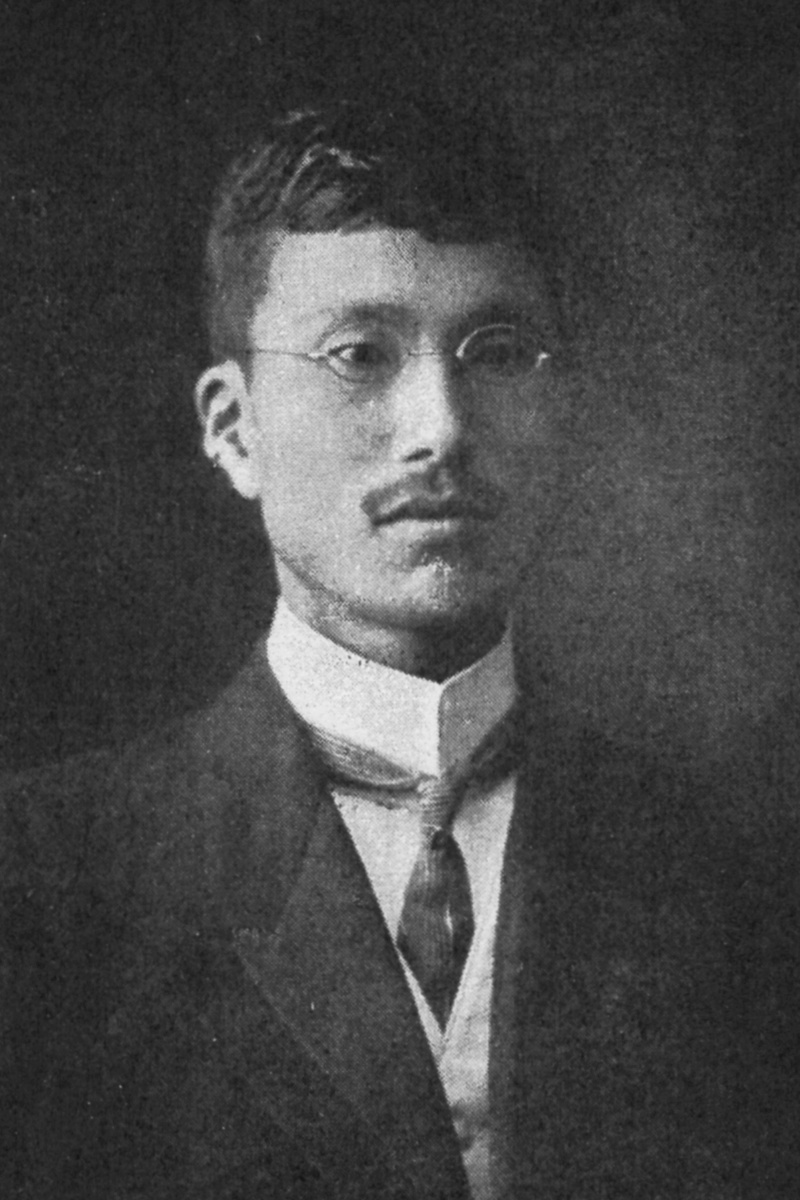
尾佐竹猛

尾佐竹 猛（おさたけ たけき、1880年（明治13年）1月20日 - 1946年（昭和21年）10月1日）は、日本の法学者（専門は法制史）、明治文化研究者。学位は法学博士。大審院判事。号は雨花子。

## 人物
1880年1月20日、石川県金沢に旧加賀藩の儒者の子として生まれる。上京後、明治法律学校（現：明治大学法学部）に学び、1899年に卒業。同年、第1回判事検事登用試験に合格し、司法官試補。福井地方裁判所、東京控訴院・名古屋控訴院の判事を務める。1924年から1942年まで大審院判事。
判事の地位に留まらず、憲政史や刑罰史など法制史の研究を手がけた。研究姿勢は、史料を重視した実証主義、洒脱な着眼点、談話調で達意な文章を特徴とする。一方で、1924年に吉野作造・宮武外骨らとともに明治文化研究会を設立し、『明治文化全集』などを編集、後に吉野の後を継いで第2代会長に就任した。1918年以後執筆活動を活発化させ、1920年に日本の新聞の先駆者の1人である柳川春三を論じた論文「（新聞雑誌之創始者）柳川春三」を発表、1925年『維新前後に於ける立憲思想』を執筆、これにより1928年8月20日法学博士となる。1930年出版の『日本憲政史』では、幕末から帝国議会開設に至る立憲政治の確立過程を描いた。1936年から『法律及政治』にて「帝国議会史前史」を連載、大政奉還・五箇条の御誓文・自由民権運動などに関して新たな視点を提起した（1939年『（維新前後に於ける立憲思想』として刊行）。1938年、貴族院五十年史編纂会と衆議院憲政史編纂会の委員長に就任。このほか、九州帝国大学法学部講師、明治大学法学部教授、同専門部文科長を務めた。退官後は憲政史研究に専念するも、戦災などによって困難を極め、志半ばの1946年10月1日、肺炎のため中野区鷺宮の自宅で死去。享年67。墓所は金沢市の蓮覚寺。

## 家族
- 父：尾佐竹保 ‐ 加賀藩儒者
- 姉：俊 - 横山一平の妻。横山は東京に出て修養する上で大きな存在であり、その生涯にわたり深い交流があった。尾佐竹の墓にもその名前が見られる[5]。
- 妹：実 ‐ 横山一平の後添え[5]
- 弟：尾佐竹堅 ‐ 台湾総督府事務官を経て日本航空兵器監査役、極東阿片研究会長[6]。1912年東京帝国大学法科大学卒業後、検事となり、1927年渡台、警察官及司獄官練習所教官、新竹州警務部長、台南州警務部長、基隆税関長などを歴任[7]。四高時代には寒潮事件を主導した[8]。

## 備考
- 明治文化研究会に所属し独自の歴史研究を展開した尾佐竹だが、あくまで専門の歴史研究家ではない。同様に明治文化研究会に所属していた歴史学者大久保利謙もその回想の中で、参会者のほとんどは民間の研究者や好事家であり専門の歴史研究者はあまり参加しなかったと認めている。また、作家の松本清張は『松本清張全集 (66) 老公 短篇6』の中で、小説の登場人物に仮託する形で『藤田組贋札事件について出鱈目なことを書いたかの有名な尾佐竹猛氏』と、痛烈な批判を残している。同書によると尾佐竹の論文には明白な事実誤認が散見され、確たる証拠の提示や、綿密な調査を行わず、推論での批判を展開していると指摘されている[要ページ番号]。

## 著作

### 著書
- 『志賀瑣羅誌』尾佐竹猛、1908年。NDLJP:764633。
- 『勤王 即憲政の板垣退助』尾佐竹猛著
- 『海南風俗史』〈海南叢書 第三編〉1909年。NDLJP:767872。
- 『新聞雑誌之創始者 柳河春三』名古屋史談会、1920年2月20日。NDLJP:958097。
  - 『新聞雑誌の創始者 柳河春三』高山書院〈高山叢書1〉、1940年10月16日。NDLJP:1906127。
- 『賭博と掏摸の研究』総葉社書店、1925年10月20日。NDLJP:1018555。
  - 『賭博と掏摸の研究』加太こうじ解説、藤田幸男解題（新版）、新泉社、1999年3月31日。ISBN 978-4-7877-9905-0。
- 『維新前後に於ける立憲思想 帝国議会史前記』文化生活研究会、1925年12月17日。NDLJP:1018600。
  - 『維新前後に於ける立憲思想 前編・後編』（増補版）邦光堂、1929年10月18日。NDLJP:1278775。
- 『明治文化史としての日本陪審史』邦光堂、1926年7月18日。NDLJP:1020736。
- 『明治警察裁判史』邦光堂、1926年10月5日。NDLJP:982951。
- 『国際法より観たる幕末外交物語』文化生活研究会、1926年12月10日。NDLJP:1017951 NDLJP:1918117。
- 『判事と検事と警察』（再販）総葉社書店、1927年1月10日。NDLJP:1445606。
- 『大岡政談』博文館〈帝国文庫 第十六篇〉、1929年4月21日。NDLJP:1181375。
- 『夷狄の国へ』（四版）萬里閣書房、1929年7月10日。NDLJP:1186710。
  - 『幕末遣外使節物語 夷狄の国へ』木村毅解題、講談社学術文庫、1989年12月5日。ISBN 978-4061589070。
  - 『幕末遣外使節物語 夷狄の国へ』吉良芳恵校注、岩波文庫、2016年3月17日。ISBN 978-4003318225。
- 『国際法より観たる幕末外交物語』邦光堂、1930年3月15日。NDLJP:1920994。
- 『日本憲政史』日本評論社〈現代政治学全集 第六巻〉、1930年6月5日。NDLJP:1268725 NDLJP:1272635。
- 『近世日本の国際観念の発達』共立社、1932年12月20日。NDLJP:1453966 NDLJP:1464262。
- 『刑罪珍書解題』犯罪科学書刊行会、1934年11月1日。NDLJP:{{{id}}}。
- 『玄人の玄人素人の素人らしからざる法律論』大誠堂、1935年6月20日。NDLJP:1279082。
- 『日本憲政史論集』育生社〈日本政治・経済研究叢書 四〉、1937年9月15日。NDLJP:1079279 NDLJP:1268342 NDLJP:1710523。
- 『日本憲法制定史要』育生社、1938年2月20日。NDLJP:1268350 NDLJP:1269991。
- 『日本憲政史大綱 上巻』日本評論社、1938年11月25日。NDLJP:1449635。
- 『日本憲政史大綱 下巻』日本評論社、1939年1月25日。NDLJP:1449642。
- 『牢獄秘録』刑務協会横浜支部〈刑政文庫3〉、1939年9月1日。NDLJP:1267010。
- 『明治維新 上巻』（再販）白揚社〈近代日本歴史講座〔第一冊〕〉、1943年2月10日。NDLJP:1917723。
- 『明治維新 中巻』（重版）白揚社〈近代日本歴史講座〔第一冊〕〉、1946年9月1日。NDLJP:1917734。
- 『明治維新 下巻ノ一』白揚社〈近代日本歴史講座〔第一冊〕〉、1947年10月5日。NDLJP:1917745。
- 『日本憲政史の研究』一元社、1943年5月25日。NDLJP:1267321 NDLJP:1269798。
- 『明治の行幸』東興社、1944年3月18日。NDLJP:1879507。
- 『幕末外交秘史考』邦光堂書店、1944年7月20日。NDLJP:1908674。
- 『湖南事件 露国皇太子大津遭難』岩波書店<岩波新書>、1951年。
  - 『大津事件 ロシア皇太子大津遭難』三谷太一郎校訂、岩波文庫、1991年4月16日。ISBN 978-4003318218。
- 『明治秘史 疑獄難獄』礫川全次解題、批評社、1998年12月。ISBN 978-4-8265-0266-5。
- 『法曹珍話 閻魔帳』礫川全次解題、批評社、1999年1月。ISBN 978-4-8265-0267-2。
- 『下等百科辞典』礫川全次解題、批評社、1999年5月。ISBN 978-4-8265-0276-4。
- 『明治四年賤称廃止布告の研究』礫川全次解題、批評社、1999年9月。ISBN 978-4-8265-0282-5。
- 『法窓秘聞』礫川全次解題、批評社、1999年12月。ISBN 978-4-8265-0288-7。

### 全集等
- 『尾佐竹猛全集』（実業之日本社、1948年‐1949年）
第1巻（維新前後に於ける立憲思想）、第7巻（幕末遣外使節物語）
第11巻（明治秘史疑獄難獄）、第12巻（法窓秘聞）、第13巻（賭博と掏摸の研究）のみ刊行。
- 『尾佐竹猛著作集』（ゆまに書房 全24巻、2005年‐2006年）。明治大学史資料センター監修
第1期 第1-6巻：法制史／第2期 第7-12巻：憲政史
第3期 第13-18巻：維新史／第4期 第19-24巻：文化・地方史